# Функција преноса
Функција преноса, један је од начина математичког описа динамичког понашања система. Углавном се користи у теорији аутоматског управљања, комуникација и дигиталне обраде сигнала. Представља диференцијални оператор, који изражава однос између улаза и излаза линеарног стационарног система. Знајући улаз система и функцију преноса, може се реконструисати излазни сигнал. Једноставније речено, преносна функција је математички приказ односа између улаза и излаза динамичког система. 
У временском домену, такав систем карактерише импулсни одзив, трансформацијом улазног сигнала U(t) у излазни сигнал Y(t). Са одговарајућом трансформацијом могу се заменити улазни сигнал у U(s) и излазни у Y(s), па је њихов однос функција преноса. У теорији управљања, функција преноса система дефинише се као однос Лапласове трансформације излазног сигнала и улаза, са нултим почетним условима.
За континуалне сигнале, функција преноса помоћу Лапласа даје опште информације о систему, посебно информације о његовој стабилности.

## Линеарни стационарни системи
При разматрању теорије линеарних стационарних система, усвојено је да је однос излазног и улазног сигнала функцију преноса:

{\displaystyle W(s)={\frac {Y(s)}{U(s)}}}, 

Где је: 

- {\displaystyle U(s)\!} — улазни сигнал (улаз)
- {\displaystyle Y(s)\!} — излазни сигнал (излаз, или одзив)

У овом облику, улаз и излаз, добијени су са Лапласовом трансформацијом сигнала у временском домену {\displaystyle u(t)\!} и {\displaystyle y(t)\!}, сагласно релацијама: 

{\displaystyle U(s)={\mathcal {L}}\left\{u(t)\right\}\equiv \int \limits _{-\infty }^{\infty }u(t)e^{-st}\,dt},
{\displaystyle Y(s)={\mathcal {L}}\left\{y(t)\right\}\equiv \int \limits _{-\infty }^{\infty }y(t)e^{-st}\,dt}.

## Дискретна функција преноса
За дигитални и дискретно непрекидни систем назива се дискретна функција преноса. Сигнал {\displaystyle u(k)\!} — улазни дискретни сигнал одговарајућег система, а {\displaystyle y(k)\!} — је дискретни излазни сигнал, {\displaystyle k=0,1,2,\dots \!}. Тада се функција преноса система {\displaystyle W(z)\!} може написати у облику:
{\displaystyle W(z)={\frac {Y(z)}{U(z)}}},
Где је {\displaystyle U(z)\!} и {\displaystyle Y(z)\!} — z-конверзија за сигнале {\displaystyle u(k)\!} и {\displaystyle y(k)\!} сагласно:
{\displaystyle U(z)={\mathcal {Z}}\left\{u(k)\right\}\equiv \sum _{k=0}^{\infty }u(k)z^{-k}},
{\displaystyle Y(z)={\mathcal {Z}}\left\{y(k)\right\}\equiv \sum _{k=0}^{\infty }y(k)z^{-k}}.

## Однос са другим динамичким карактеристикама
- Амплитудно и фазно фреквентни одзив може се добити из функције преноса помоћу формалне замене са комплексном променљивом {\displaystyle s\!} са {\displaystyle j\omega \!}:

{\displaystyle W(j\omega )\equiv W(s),s=j\omega \!}.
- Импулсна функција преноса је оригинал за функцију преноса (Лапласове трансформације).

## Особине функције преноса
1. За стационарне објекте преносна функција, сврстава се у рационалне функције са комплексном променљивом ({\displaystyle s\!}):

{\displaystyle W(s)={\frac {R(s)}{Q(s)}}={\frac {b_{0}s^{m}+b_{1}s^{m-1}+\dots +b_{m}}{a_{0}s^{n}+a_{1}s^{n-1}+\dots +a_{n}}}}.
1. Именилац функције преноса је карактеристичан полином система. Полови функције преноса су корени карактеристичног полинома.
2. У физички реалним системима, ред бројиоца преносне функције {\displaystyle m\!}, не може прећи ред имениоца {\displaystyle n\!}.
3. Импулсна функција преноса је оригинал за функцију преноса (пре Лапласове трансформације).

## Матрица функције преноса
За вишеструки улаз и вишеструки излаз, уводи се систем матрице функције преноса. Матрица функције преноса од улаза вектора система {\displaystyle U(t)\!} и од вектора излаза {\displaystyle Y(t)\!}, представља матрицу {\displaystyle W=\{w_{i,j}\}\!}, где су њени елементи {\displaystyle i\!}, у томе реду {\displaystyle j\!}. Друга колона представља функцију преноса система од {\displaystyle i\!}, од координате вектора излаза система, на вектор улаза {\displaystyle j\!}.

## Са повратном спрегом
Када систем управљања поседује повратну спрегу (слика десно), тада су уочљиве две функције преноса:
- Функција преноса система са затвореном повратном спрегом, која се назива 
 функција спрегнутог преноса

{\displaystyle W_{s}(s)={\frac {G}{1+GH}}}, 

- функција преноса система са отвореном повратном спрегом, која се назива 
 функција повратног преноса[2]

{\displaystyle \ W(s)=\ GH}. 

## Управљање у инжињерству
У инжињерској теорији управљања, функција преноса је изведена помоћу Лапласове трансформације.
Функција преноса је примарни алат, који се користи у класичном управљању у енергетици. Међутим, он се показао гломазан за анализу система са више улаза и са више излаза, и у великој мери замењен је са приказом стања простора за овакве системе. Упркос томе, матрица функције преноса може се увек добити за било који линеарни систем, како би се анализирала динамика и друга својства. Сваки елеменат матрице је функција преноса, односи се на променљиви улаз и излаз.

### Оптика
У оптици, функција преноса означава могућност модулације оптичког преноса контраста.
Пример, када се посматра серија црно-белих светлосних пруга, нацртаних са специфичном просторном фреквенцијом, квалитет слике може опадати. Бела пруга бледи док црне постају светлије.
функција преноса модулације ({\displaystyle \mathrm {MTF} }) у одређеним просторним учестаностима је дефинисана:
{\displaystyle \mathrm {MTF} (f)={\frac {M({slika})}{M({izvor})}}}
Где модулација (М) зависи од следеће слике или интензитета осветљења:
{\displaystyle M={\frac {(L_{\mathrm {max} }-L_{\mathrm {min} })}{(L_{\mathrm {max} }+L_{\mathrm {min} })}}}